# Aulus Postumius Albinus Luscus
Aulus Postumius Albinus Luscus entstammte dem römischen Adelsgeschlecht der Postumier und war 180 v. Chr. Konsul.

## Familienverhältnisse und Beinamen
Laut den Fasti Capitolini führten der Vater und Großvater des Postumius das gleiche Pränomen Aulus. Er war wohl der Enkel von Aulus Postumius Albinus, des Konsuls von 242 v. Chr. Spurius Postumius Albinus Paullulus und Lucius Postumius Albinus, die 174 bzw. 173 v. Chr. das Konsulat bekleideten, waren seine jüngeren Brüder.
Postumius erhielt wie andere Postumier seiner Zeit neben dem erblichen Cognomen Albinus einen weiteren, individuellen Beinamen, nämlich Luscus. Dieser bezeichnete den Verlust eines Auges – keinen angeborenen, sondern einen erworbenen körperlichen Makel. Der nicht gerade ruhmreiche Beiname wurde nicht in die Fasten aufgenommen, sondern ist nur durch den Historiker Titus Livius bekannt, der ihn auch nur an zwei Stellen seines Werks anführt.

## Frühe Laufbahn
Es wird angenommen, dass Postumius zuerst von Livius am Anfang seines Berichtes über den Krieg der Römer gegen den Seleukiden Antiochos III. und die Ätolier erwähnt wird. Dort erscheint ein Aulus Postumius als ein von Aulus Atilius Serranus eingesetzter Kommandant in Kefalonia, der Gnaeus Octavius mit Truppen und einigen Schiffen unterstützte. Wahrscheinlich nahm Postumius von 192 v. Chr. bis zum römischen Sieg als Legat an den Kämpfen gegen Antiochos III. teil und durfte dafür 187 v. Chr. zusammen mit Publius Cornelius Cethegus das Amt eines kurulischen Ädils ausüben. Seine Amtszeit fiel unter das Konsulat des Marcus Aemilius Lepidus, und die Verbindung der Männer blieb auch später bestehen. Postumius’ Vetter Spurius Postumius Albinus hielt 186 v. Chr. als Konsul die Wahlen für das nächste Jahr ab; dabei wurden unter anderem Postumius und sein einstiger Kollege als Ädil, Cornelius Cethegus, sowie sein Gentilgenosse Lucius Postumius Tempsanus zu Prätoren des Jahres 185 v. Chr. bestimmt. Über die Amtsführung des Postumius als Prätor ist nichts bekannt.

## Konsulat
Ein Jahr nach Cornelius Cethegus wurde auch Postumius Konsul, nämlich 180 v. Chr. Gleichzeitig wählte man seinen Bruder Lucius zum Prätor. Während des Konsulats des Postumius erhielt Aemilius Lepidus die Würde des Pontifex maximus zugebilligt; ebenso wurde er zum Zensor für 179 v. Chr. gewählt. Wie schon die Konsuln des Vorjahres erhielten Postumius und sein Amtskollege Gaius Calpurnius Piso 180 v. Chr. den Kampf gegen die Ligurer übertragen; zu diesem Zweck sollten sie zuvor starke Truppenkontingente ausheben. Da Calpurnius Piso aber noch während der Vorbereitungen starb, musste Postumius in Rom auf die Nachwahl von Quintus Fulvius Flaccus zum Suffektkonsul warten. Inzwischen besiegten die Prokonsuln den Stamm der ligurischen Apuaner; damit waren die militärischen Aktionen noch vor dem Eintreffen des Postumius und seines neuen Amtskollegen im Wesentlichen erledigt. So führte Postumius einen erfolgreichen Feldzug gegen Gebirgsstämme und segelte zur Abschreckung der Küstenstämme mit seiner Flotte bis nach Albintimelium (heute Ventimiglia). Er machte sich die mächtigen Fulvier zu Feinden, da er einen diesem Geschlecht angehörigen Kriegstribun für dessen eigenmächtige Vorgehensweise bestrafte.

## Duumvirat
Die Dardaner beschwerten sich 176 v. Chr. in Rom über die Bastarnen, die vom Makedonenkönig Perseus aufgewiegelt worden waren. Diesen Vorwürfen sollte eine Senatskommission unter Führung des Postumius auf der nördlichen Balkanhalbinsel an Ort und Stelle nachgehen. Die anderen Mitglieder der Kommission waren alle jüngeren Alters. Sie legten ihren Bericht Anfang 175 v. Chr. vor und bescheinigten, dass die Befürchtungen richtig waren.
Aufgrund des Fundes von zwei römischen Weihinschriften nimmt man an, dass Postumius 175 v. Chr. als Duumvir aedi dedicandae amtierte. Eine dieser Inschriften wurde 1876 auf einem Altar an der Servianischen Mauer gefunden. 1933 folgte die Entdeckung der zweiten Inschrift auf einem Altar von Largo Argentina. Diese Zeugnisse werden dahingehend interpretiert, dass Postumius 175 v. Chr. in der Funktion eines Duumvirs die Weihungen an den wenig bekannten Gott Verminus zur Abwendung einer damals grassierenden Rinderseuche vornahm. Diese führte zu einer verheerenden Verminderung des Rinderbestandes. Außerdem wütete gleichzeitig eine schwere Pestepidemie.

## Zensur
Ebenfalls 175 v. Chr. wurde Postumius bei den vom damals mächtigsten Mann Roms und zum zweiten Mal als Konsul amtierenden Marcus Aemilius Lepidus geleiteten Wahlen zum Zensor befördert. Gleichzeitig erhielt Postumius’ jüngerer Bruder Spurius bei diesen Wahlen das Konsulat für 174 v. Chr. Der dritte der Brüder, Lucius, wurde schon im nächsten Jahr Konsul, so dass alle drei Brüder in den Jahren 174–173 v. Chr. die höchsten Staatsämter besetzten. Auch in das Priesterkollegium der Decemviri sacris faciundis wurde Postumius 173 v. Chr. aufgenommen.
Aemilius Lepidus und Postumius unterstützten einander also bei der Erlangung der höchsten Ämter. Doch Postumius suchte anscheinend auch den Ausgleich mit den Fulviern und trat daher 174 v. Chr. die Zensur gemeinsam mit dem Führer dieser Familie, Quintus Fulvius Flaccus, an. Die Fulvier hatten von 179 bis 175 v. Chr. die meisten der höchsten Staatsämter inne und wurden in diesem Vorrang in den nächsten beiden Jahren von den Postumiern abgelöst. Eingeleitet wurde der Machtwechsel durch die gemeinsame Zensur 174 v. Chr. Diese war nach Ansicht des Althistorikers Friedrich Münzer die Folge eines Vertrages der beiden Familien. Aemilius Lepidus könnte zwischen ihnen vermittelt haben; jedenfalls genehmigten die Zensoren, dass er weiterhin Princeps senatus blieb. Obwohl die Amtsführung des Postumius und seines Kollegen nach außen hin recht einträchtig erschien, war sie doch nicht so konfliktfrei. Dabei gelang es Postumius meist, die wichtigere Rolle zu spielen. So konnte er den Ausschluss des von ihm schon 180 v. Chr. in seinem Konsulat bestraften Bruders des Fulvius Flaccus aus dem Senat erreichen und das Lustrum vollziehen. Immerhin durfte Fulvius Flaccus die von seiner Familie angelegten Kolonien Potentia und Pisaurum ohne Einmischung des Postumius ausbauen. Zusammen revolutionierten die Zensoren die Bautätigkeit in Rom und seiner Umgebung. Allerdings beging Fulvius Flaccus nach dem Glauben der Römer einen nicht ungesühnt gebliebenen schweren Frevel, weil er sich im Rahmen eigener Baumaßnahmen an einem alten Heiligtum vergriffen hatte. Dementsprechend wurde er im Vergleich mit Postumius negativer beurteilt.

## Spätere Auslandsaktivitäten
In einer ähnlichen Mission wie seine gleichzeitig abgeschickten Brüder wurde Postumius 171 v. Chr. als Leiter einer aus drei Gesandten bestehenden Delegation nach Kreta geschickt, die von dort Bogenschützen für den Kampf der Römer gegen den Makedonenkönig Perseus mitbringen sollte. Zuletzt ist von Postumius bekannt, dass er 167 v. Chr. nach der endgültigen Niederlage des Perseus jene Zehnerkommission leitete, die zusammen mit dem Makedonenbezwinger Lucius Aemilius Paullus Macedonicus unter anderem eine neue Ordnung in dem besiegten Reich vornahm. Diese den siegreichen Feldherrn beratende Kommission war überhaupt hochrangig besetzt, war doch nicht nur der nach Aemilius Lepidus zweifellos am höchsten angesehene Römer, Postumius, ihr Leiter, sondern der ebenfalls sehr bedeutende Censorier Gaius Claudius Pulcher zweithöchster Kommissar. Nach der Meinung Friedrich Münzers stellte diese Politik dem Senat „die vollkommenste staatsmännische Weisheit und Würde“ aus.